# Бурацкий (Нехаевский район)
Бурацкий — хутор в Нехаевском районе Волгоградской области России, в составе Тишанского сельского поселения. Бывшая станица Бурацкая
Население — 4 (2010).

## История
Основан предположительно в XVII веке как казачий городок. С 1698 года — станица Бурацкая. В 1722 году построена церковь Знамения иконы Божией Матери. В 1850 году вместо старой и ветхой была заложена новая деревянная, однопрестольная на каменном фундаменте церковь во имя Успения Пресвятой Богородицы. Метрические книг велись в церкви с 1783 года, а исповедальные  росписи - с 1823 года. Станица относилась к Хопёрскому округу Земли Войска Донского (с 1870 — Область Войска Донского). В 1859 году в станице проживало 710 душ мужского и 715 женского пола.
Согласно переписи 1873 года в станице проживали 517 мужчин и 572 женщины, в хозяйствах жителей насчитывалось 199 лошадей, 209 пар волов, 799 голов прочего рогатого скота и 2121 голова овцы. Согласно переписи населения 1897 года в станице проживали 562 мужчины и 572 женщины. Большинство населения было неграмотным: грамотных мужчин — 207 (36,8 %), женщин — 45 (7,9 %).
Согласно алфавитному списку населённых мест Области Войска Донского 1915 года в станице имелись станичное и хуторское правления, Успенская церковь, приходское училище, церковно-приходская школа, паровая мельница, земельный надел станицы составлял 2710 десятин, проживало 733 мужчины и 794 женщины.
В состав юрта станицы Бурацкой до революции входили хутора: Лучновский, Нехаевский, Павловский, Дьяконовский, Атамановский, Водинский, Кривовский, Суховский, Ключанский, Грачевский.
С 1928 года — в составе Нехаевского района Хопёрского округа (упразднён в 1930 году) Нижне-Волжского края (с 1934 года — Сталинградского края). Хутор являлся центром Бурацкого сельсовета На основании решения исполнительного комитета Сталинградского областного Совета депутатов трудящихся от 09 июля 1953 года № 24/1600 Суховский I и Бурацкий сельсоветы были объединены в один Суховский сельсовет с центром в хуторе Суховский I. В 1961 году хутор Бурацкий был передан в состав Красновского сельсовета, который в том же году был переименован в Тишанский.

Казаки станицы Бурацкой
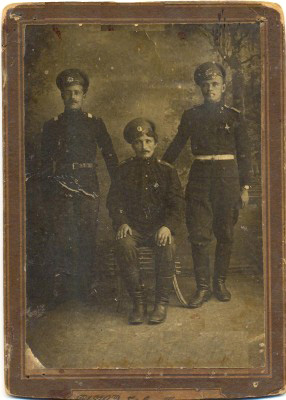
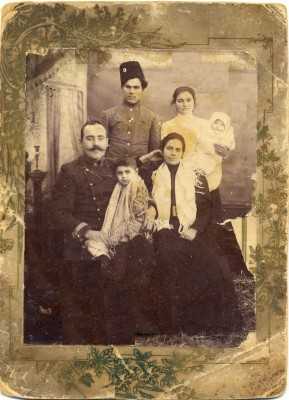

## География
Хутор расположен на правом, высоком, берегу реки Хопёр, у подножия Калачской возвышенности, относящейся к Восточно-Европейской равнине, на высоте около 80 метров над уровнем моря. В районе хутора берег Хопра обрывистый, прилегающие склоны Калачской возвышенности изрезаны многочисленными овргами. Почвы — чернозёмы обыкновенные
Географическое положение
По автомобильным дорогам расстояние до станицы Тишанской — около 10 км, до районного центра станицы Нехаевской — 16 км, до областного центра города Волгограда — 380 км
Часовой пояс
Бурацкий, как и вся Волгоградская область, находится в часовой зоне МСК (московское время). Смещение применяемого времени относительно UTC составляет +3:00.

## Население
Динамика численности населения по годам:
| 1859 | 1873 | 1897 | 1915 | 1989 | 2002 |
| ---- | ---- | ---- | ---- | ---- | ---- |
| 1425 | 1089 | 1134 | 1527 | ≈40  | 18   |

| 2010 |
| ---- |
| 4    |